# Étrelles-et-la-Montbleuse
Étrelles-et-la-Montbleuse település Franciaországban, Haute-Saône megyében. Lakosainak száma 100 fő (2022. január 1.). Étrelles-et-la-Montbleuse La Vernotte, Villers-Chemin-et-Mont-lès-Étrelles, La Chapelle-Saint-Quillain, Frasne-le-Château, Saint-Gand és Vantoux-et-Longevelle községekkel határos.

## Népesség
A település népességének változása:
| Lakosok száma | 87   | 81   | 79   | 77   | 78   | 78   | 85   | 93   | 100  |
|               | 2013 | 2015 | 2016 | 2017 | 2018 | 2019 | 2020 | 2021 | 2022 |